# 烏干達保護國
烏干達保護國（英語：Protectorate of Uganda），又稱英屬烏干達（British Uganda），是英國保護國之一，於1894年成立。1962年烏干達獨立。